# Hondryches problematica
Hondryches problematica är en fjärilsart som beskrevs av Pierre E.L. Viette 1958. Hondryches problematica ingår i släktet Hondryches och familjen nattflyn. Inga underarter finns listade i Catalogue of Life.